# Murricia uva
Murricia uva là một loài nhện trong họ Hersiliidae.
Loài này thuộc chi Murricia. Murricia uva được miêu tả năm 2008 bởi Foord.